# Escudo del Gran Ducado de Lituania
El escudo de armas del Gran Ducado de Lituania, también llamado Pogonia, es un símbolo del Gran Ducado de Lituania y sus gobernantes, y luego un componente del escudo de armas de la República de las Dos Naciones.
Con el tiempo, el escudo de armas se convirtió en uno de los dos símbolos nacionales de Polonia, aunque su importancia comenzó a desvanecerse gradualmente en la conciencia nacional polaca. Todavía lo utilizan hoy en día las familias principescas polacas (incluidas las familias Czartoryski y Sanguszko), así como numerosas ciudades y el voivodato de Podlaquia. El escudo de armas fue conocido durante mucho tiempo en la historia con el nombre polaco de Pogoń (o Pogonia).
Pogonia también se convirtió en el escudo de armas de la República de Lituania (1918-1940 y 1990-presente), donde los lituanos la conocen como Vytis.
Durante algún tiempo fue el escudo de armas de Bielorrusia (1918-1919, 1991-1995), pero hoy es principalmente un símbolo de la oposición bielorrusa. Los bielorrusos llaman al escudo de armas Pahonia y fue incluido en la lista del patrimonio cultural de Bielorrusia el 14 de mayo de 2007.
El escudo de armas se considera ampliamente parte del patrimonio nacional de Polonia, Lituania y Bielorrusia.

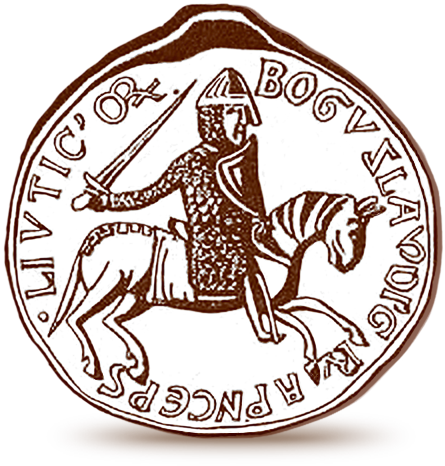
Sello de Bohuslav I, príncipe de Luticios (Ducado de Pomerania), 1170
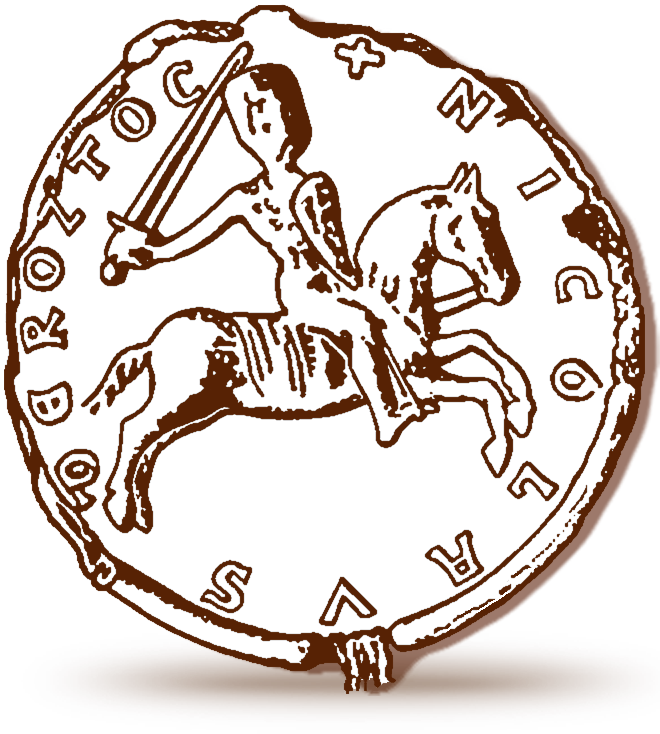
Sello de Nicolás, co-gobernante de los vigorosos, 1189
Sello de Casimiro I de Opole, 1226
Sello de Alejandro Nevski. 1236
Sello de Dmitri Donskói, siglo XIV
Sello de Narimunt Gediminovich, príncipe de Polotsk, 1338
Pahonia de Lengvenis. 1395
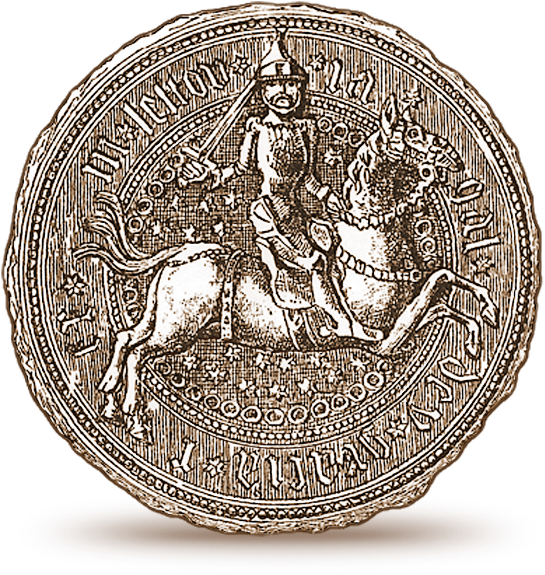
Pahonia de Vladislao II de Polonia. 1395
Jinete con el sello del Gran Duque de Lituania Segismundo I Kęstutaitis, 1432
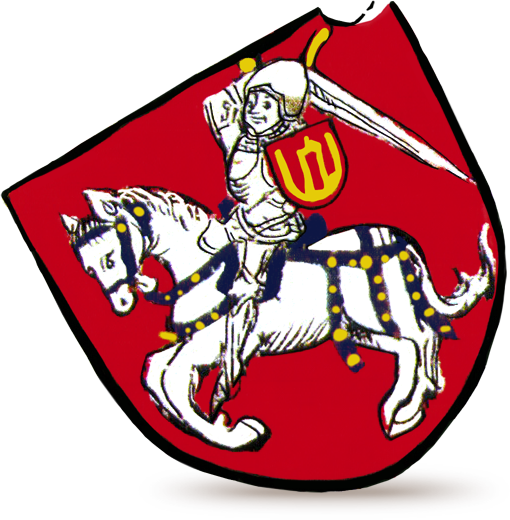
Pahonia en el Codex Bergshammar, hacia 1435
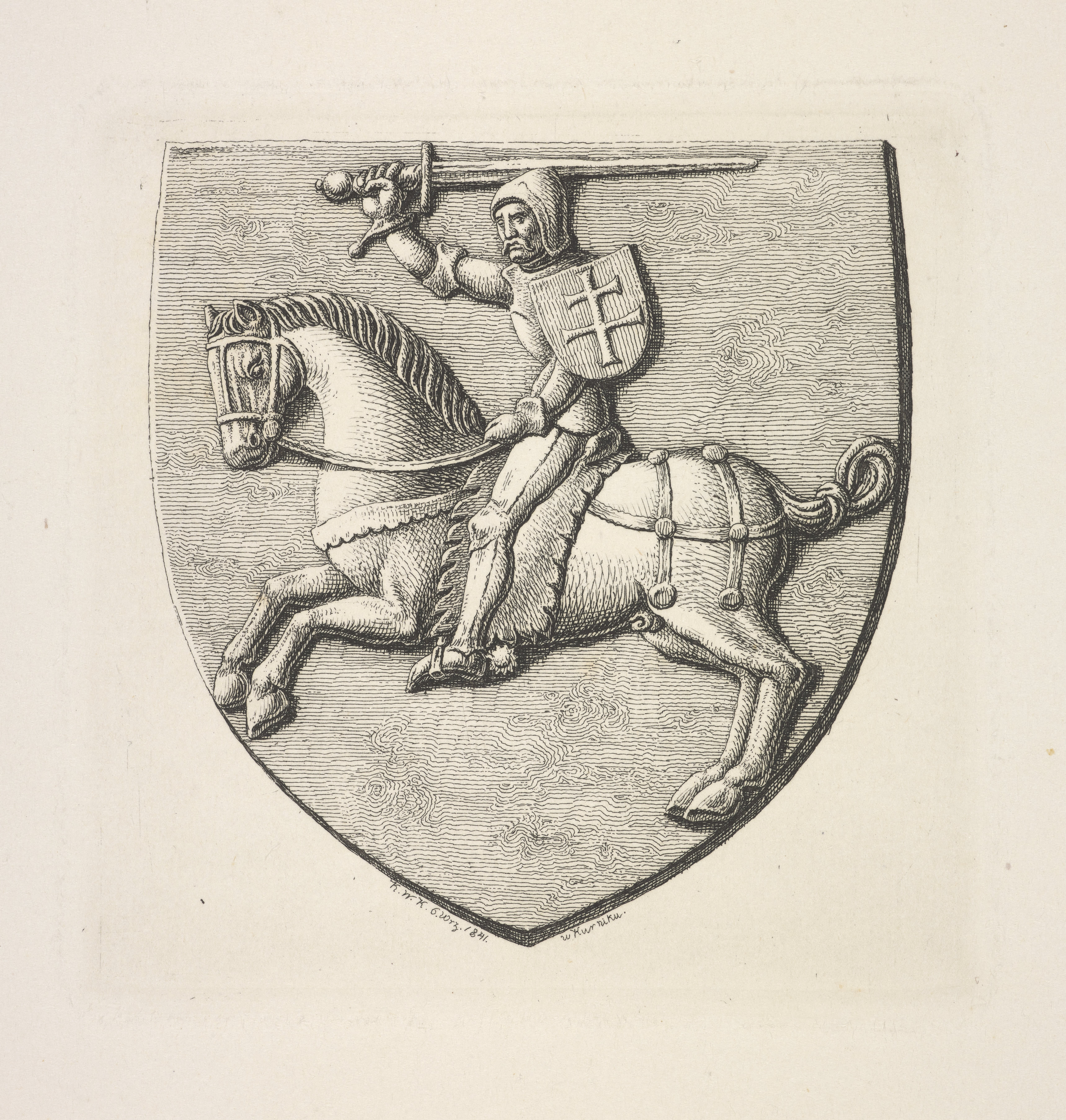
Pahonia de Vladislao II de Polonia. 1434
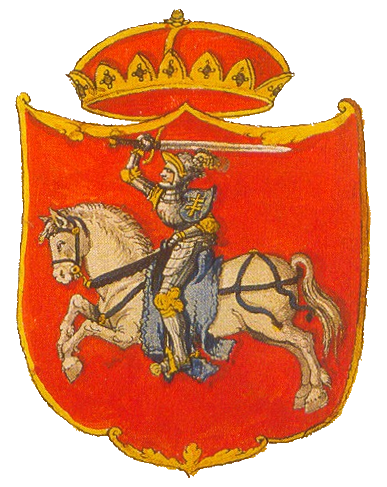
Pahonia. Siglo 16
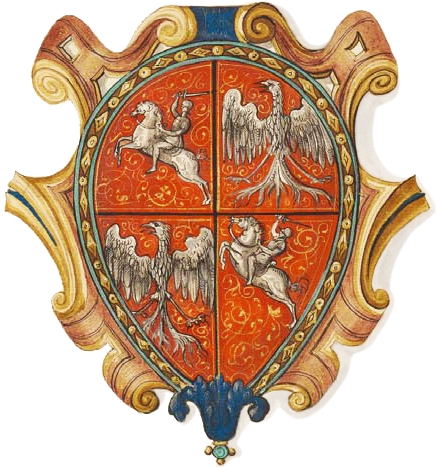
Escudo de la República de las Dos Naciones después de la Unión de Lublin, 1569
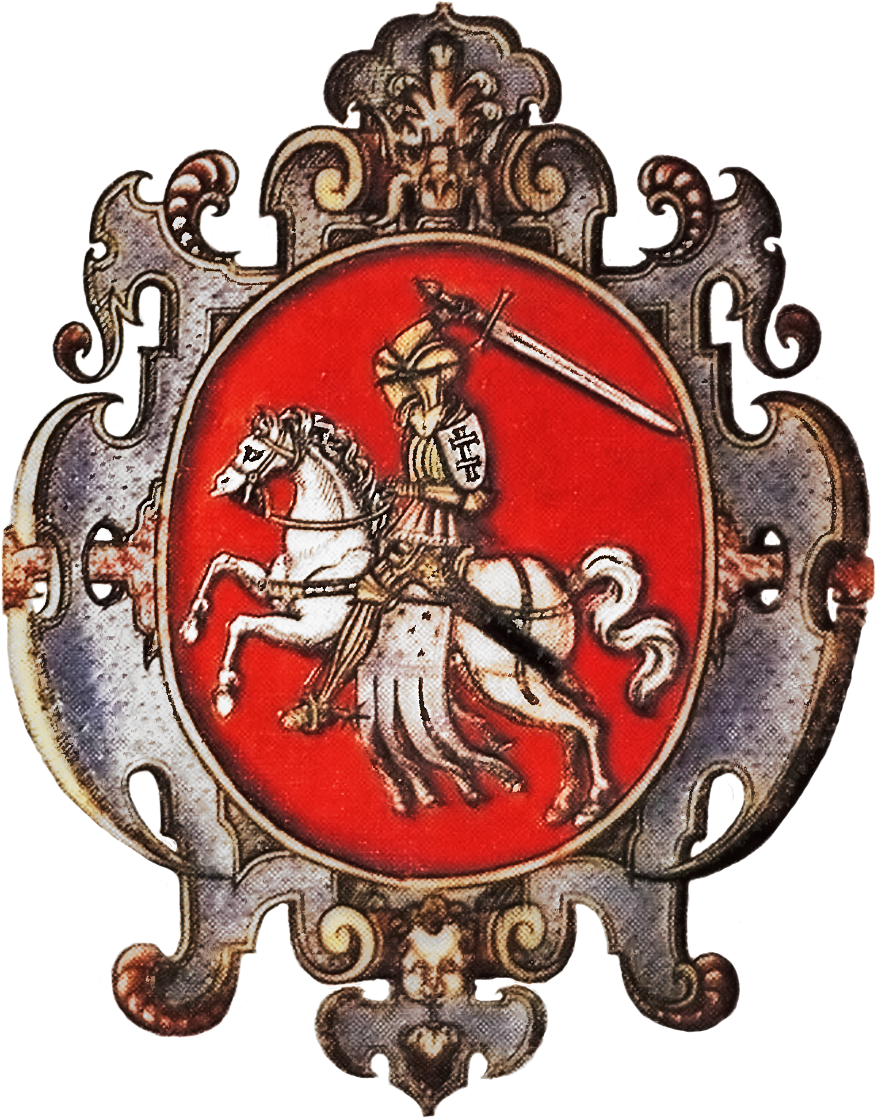
Pahonia. 1575
Pahonia. 1581
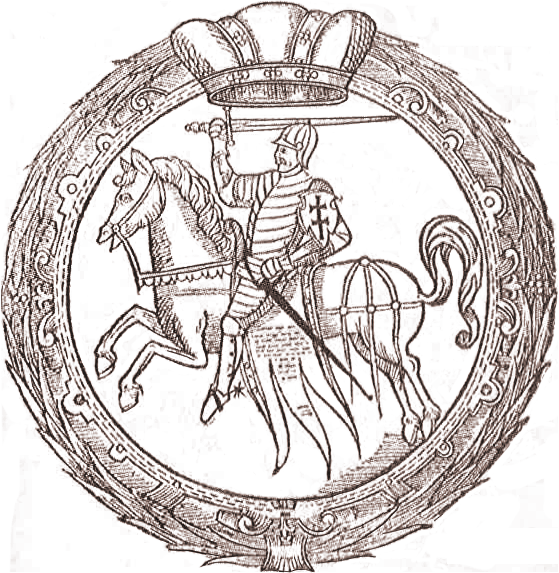
Pahonia de Estatutos de Lituania. 1588
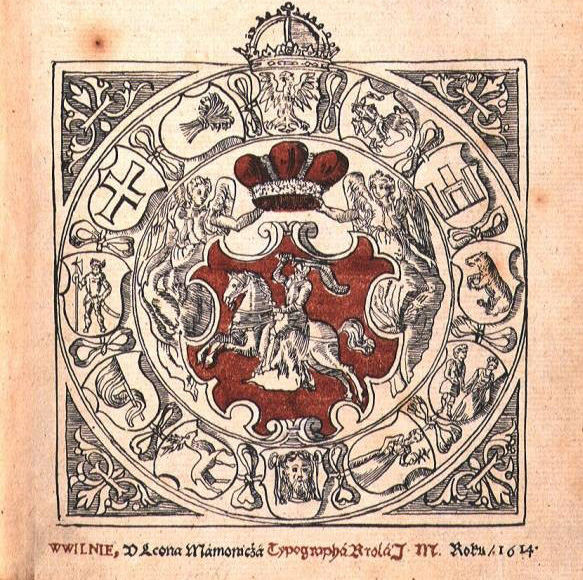
Pahonia de Estatutos de Lituania. Edición 1614
Bandera del Gran Ducado de Lituania 1792
Escudo del Gobernación de Polotsk. 1781
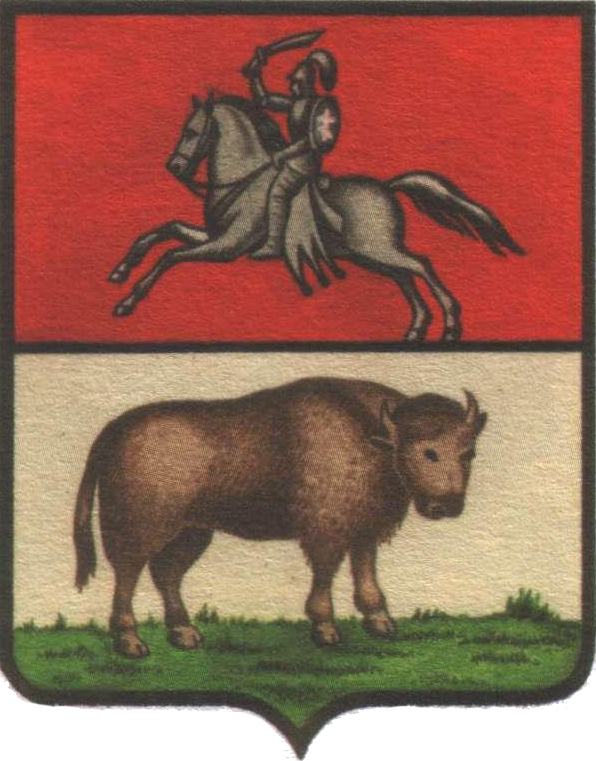
Escudo del Gobernación de Grodno. 1802–1845
Escudo de la Gobernación de Vítebsk. 1856
Escudo de la Gobernación de Vilna. 1878
Pahonia en el Escudo del Imperio ruso. 1882
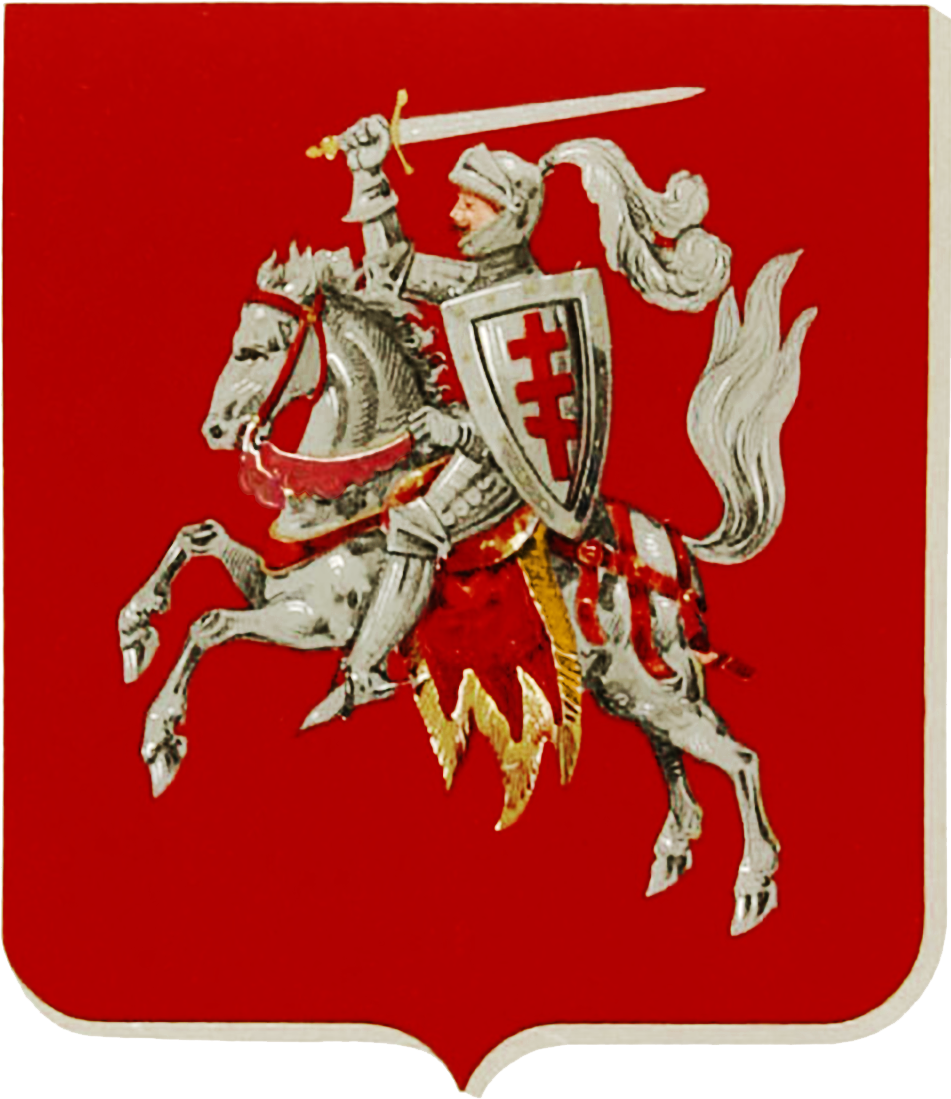
Escudo del Gran Ducado de Lituania en el Imperio ruso. 1907